# Мессена (дочка Тріопа)
Мессена (дав.-гр. Μεσσήνη) — персонаж давньогрецької міфології, дочка аргоського царя Тріопа, сестра Іаса і Агенора. Одружилася з Полікаоном, сином Лелега.
Через те, що її чоловік був молодшим сином Лелега, він трон Лаконії не отримав, а той перейшов по смерті Лелега до Мілета. Мессена була амбіційною жінкою, яка дуже хотіла правити. Тому Полікаон разом з дружиною, набравши військо з Аргоса та Лаконії, вирушили до Мессенії, яку завоювали та зробили своїм царством. Надалі воно отримало свою назву на честь Мессени. Там вони збудували багато міст, одне з яких, Анданію, зробили своєю столицею. Вони ввели там Елевсінські містерії та культ Зевса. Дітей вони не мали, тому трон успадкував Перієр, син Еола.
Її культ, як засновниці країни, встановив мессенський цар Главк. На її честь побудовано храм у Мессені, де встановлено її статую з золота і мармуру. З її зображенням карбовано місцеві монети.